# Bazilika svatého Jiří
Bazilika svatého Jiří na Pražském hradě je jeden z nejstarších českých kostelů a pohřebiště Přemyslovců, u kterého byl založen první český klášter svatého Jiří.

## Historie

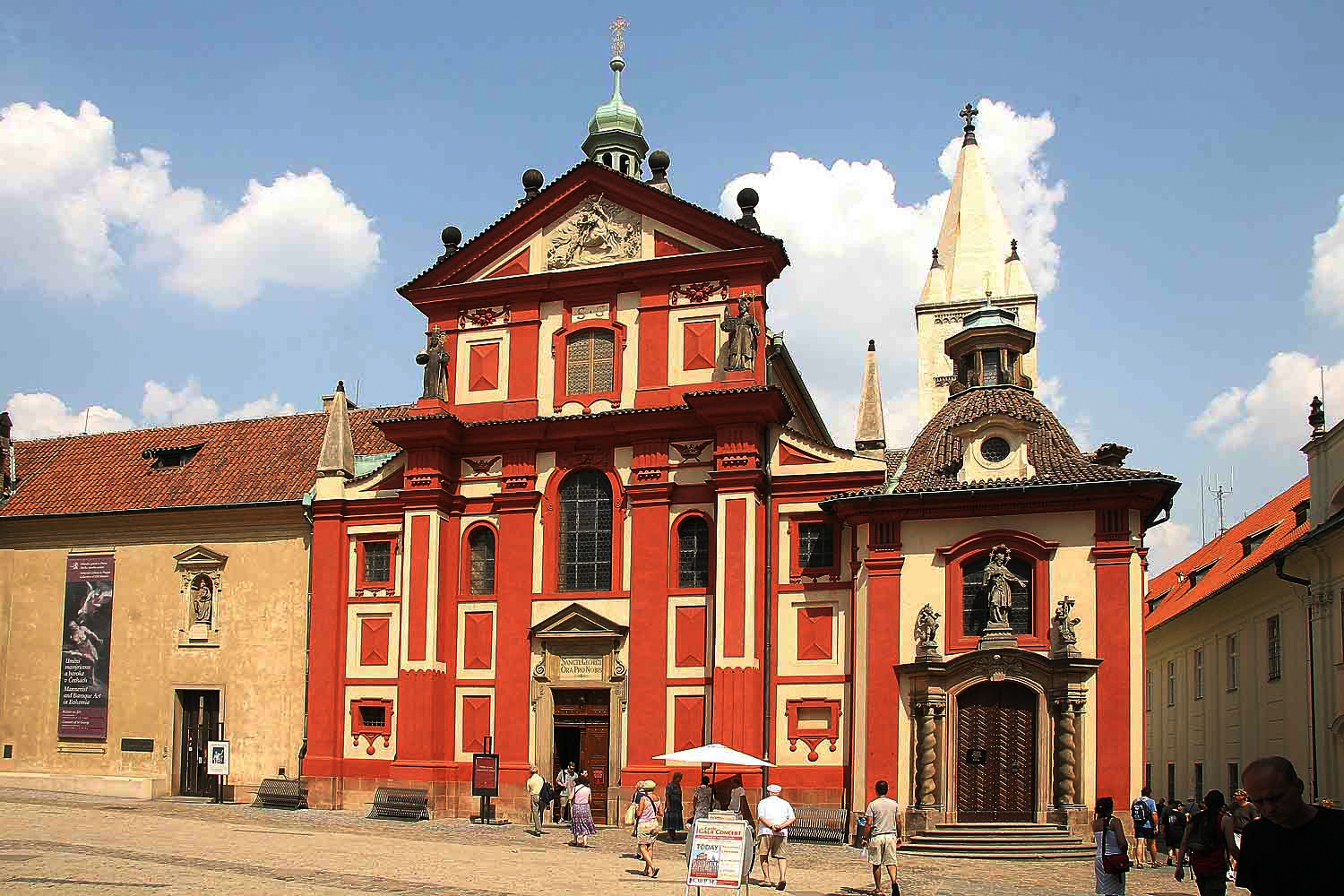
Bazilika sv. Jiří – barokní průčelí s kaplí Jana Nepomuckého (vpravo)

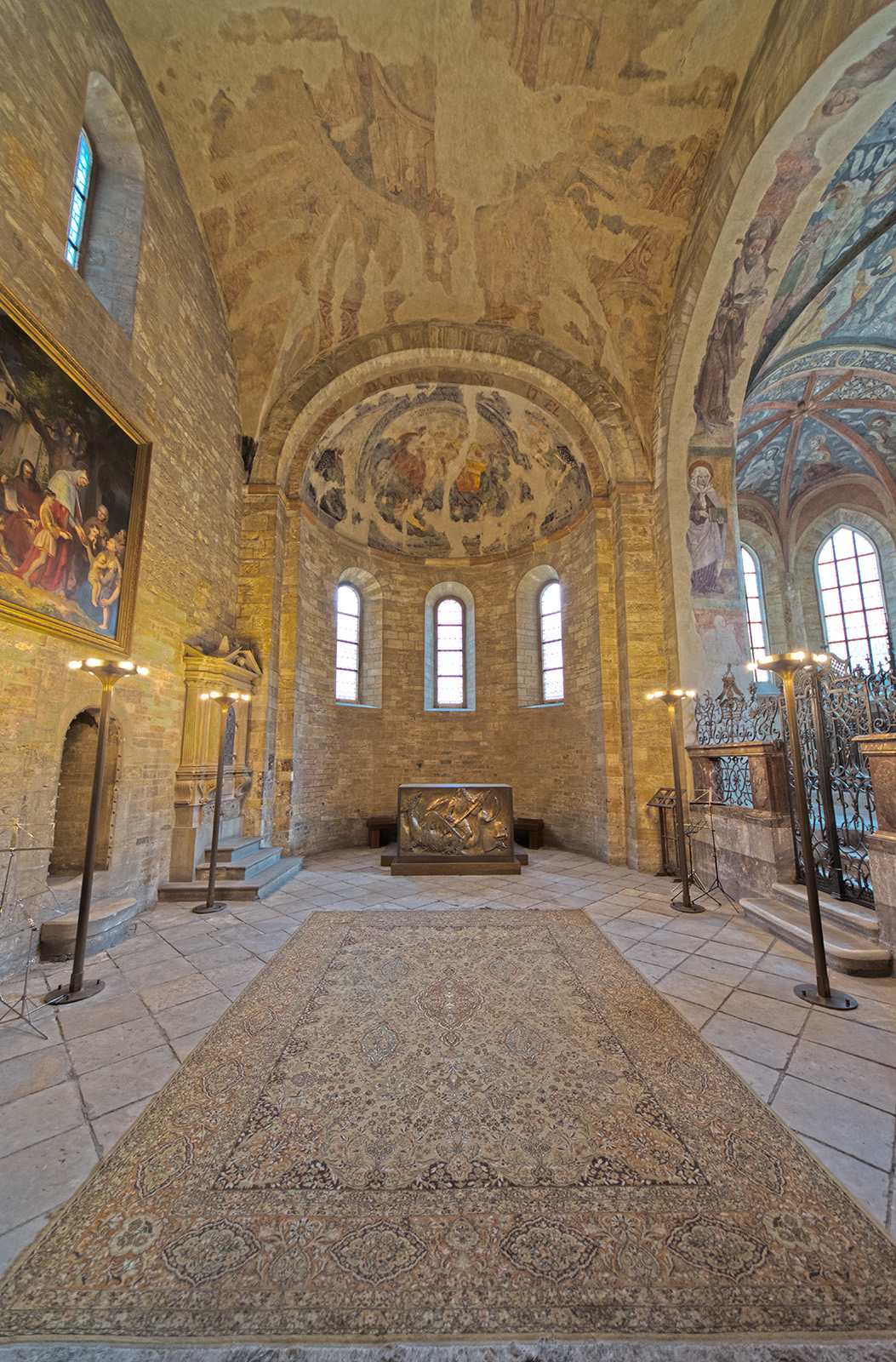
Interiér románské části baziliky sv. Jiří

Baziliku založil Vratislav I. asi roku 920 jako druhý kostel v tehdejší oblasti Prahy a byl v něm také pohřben. Vysvěcen byl až roku 925 u příležitosti přenesení ostatků svaté Ludmily z Tetína. Poselství dcery Boleslava I. Mlady do Říma bylo završeno roku 973 zřízením pražského biskupství při nedaleké rotundě sv. Víta, zatímco při bazilice byl založen klášter benediktinek, jehož první abatyší se Mlada stala. Jako zakladatel kláštera byl uctíván bratr Mlady, kníže Boleslav II., který zde byl pohřben.
Kostel s klášterem vyhořel za obléhání Prahy Konrádem Znojemským roku 1142 a byly znovuvybudovány druhou zakladatelkou kláštera abatyší Bertou. Další obnova probíhala za Přemyslovny abatyše Anežky, která nechala mj. přistavět kapli sv. Ludmily jižně vedle kněžiště baziliky. V době vymření Přemyslovců a nástupu Lucemburků byla abatyší Přemyslovna Kunhuta. Ve 14. století došlo ke gotické přestavbě baziliky i kláštera, se kterými zřejmě souvisela objednávka bronzové sochy sv. Jiří.
Klášter byl zpustošen za husitských válek a opět obnovován po návratu benediktinek za Zikmunda Lucemburského. Na začátku 16. století byl zbudován nový jižní portál. Při požáru roku 1541 bazilika opět vyhořela a při následných opravách byly nově vyzděny klenby a helmice věží.
Ve druhé polovině 17. století získala bazilika dnešní západní barokní fasádu, v roce 1722 přibyla ještě nová kaple sv. Jana Nepomuckého. Následovaly jen méně významné úpravy.
Při obnově v letech 1897–1908 byl puristicky obnoven středověký vzhled interiéru a odstraněna většina pozdějších prvků.

## Popis
S výjimkou průčelí a některých prvků interiéru si kostel uchoval svůj románský charakter daný přestavbou po požáru Pražského hradu po roce 1142. Vlastní kostel je trojlodní bazilika se dvěma věžemi umístěnými výrazně východně, na konci obou bočních lodí, kde začíná čtvercové kněžiště, zakončené apsidou; pod kněžištěm je pak trojlodní krypta. Severní, subtilnější věž je nazývána Eva, kdežto jižní, mohutnější, pak Adam – ta se tyčí nad přistavenou kaplí s malou předsíňkou a apsidou.

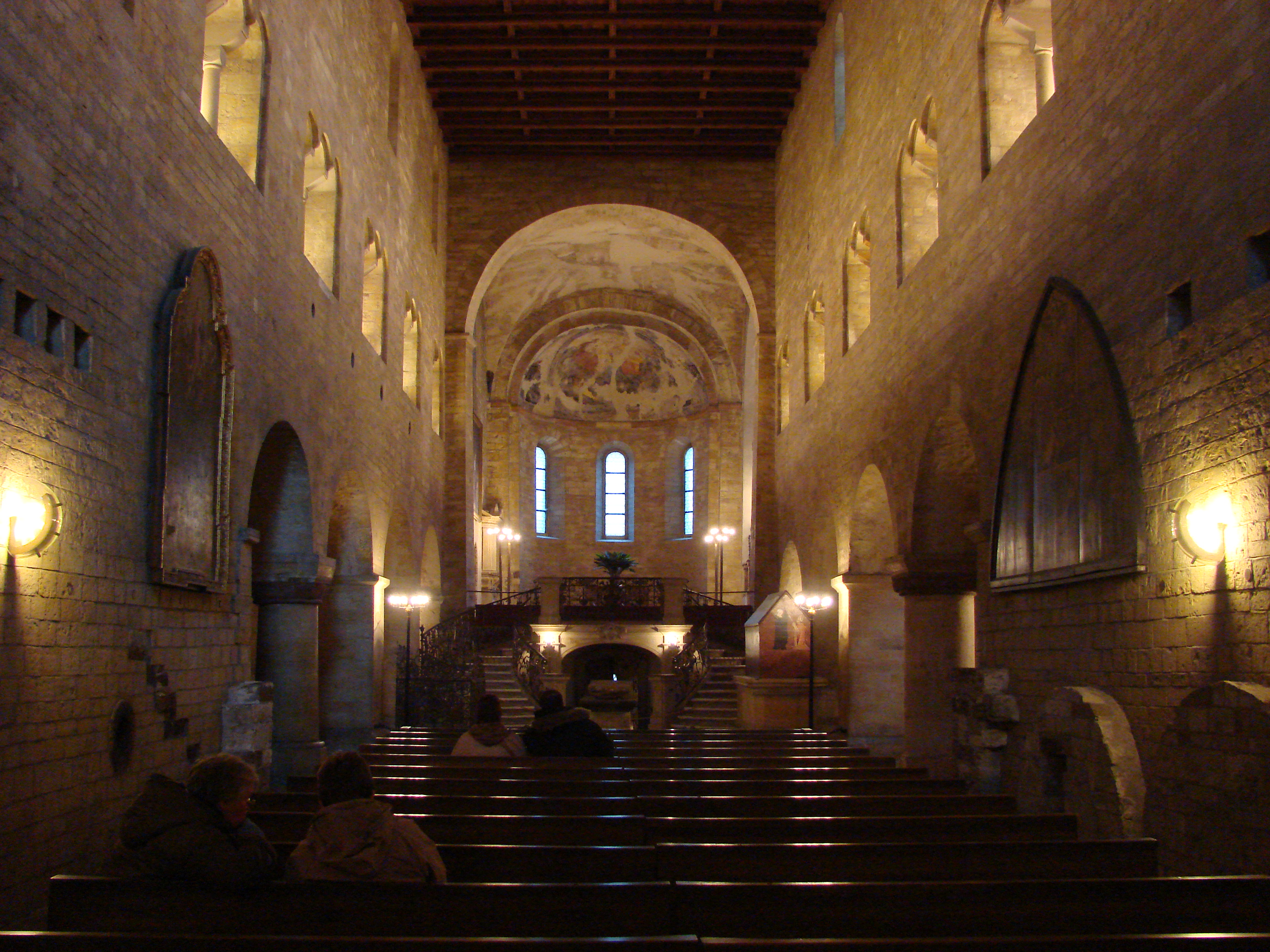
Interiér s tumbou českého knížete Vratislava I.

Základní uspořádání trojlodí s úzkými bočními loděmi má zřejmě svůj původ v 10. století. Dle bádání založeného na archeologickém průzkumu I. Borkovského by z Vratislavovy doby mělo být zdivo apsid, části lodi a nepatrně mladší přístavek podvěžní kaple určené pro ostatky sv. Ludmily. Ještě z 10. století, z přestavby po založení kláštera, by pak mohlo být zdivo trojlodí až po kruchtu na západě. Novější, revizní archeologický průzkum se přiklání k starším závěrům J. Cibulky a Anežky Merhautové, že nadzemní zdivo vzniklo z velké části až po požáru roku 1142, i když do jisté míry napodobovalo původní stavbu. Tehdy vznikly také arkádové ochozy nad bočními loděmi.

### Exteriér
Barokní průčelí bylo dostavěno koncem 17. století a je nejspíše dílem Francesca Carattiho. Sochy na průčelí vytvořil Jan Jiří Bendl. Vlevo je socha princezny Mlady, která drží korunu jako symbol toho, že abatyše jiřského kláštera měly v pozdější době právo korunovat české královny. Vpravo je socha Vratislava I., který jako zakladatel drží model kostela. Ve štítě je reliéf zobrazující sv. Jiřího válčícího s drakem. Pod ním je monogram S.G. (sanctus Georgius) a ještě níže mezi sochami iluzívní okno (namalované technikou trompe-l'œil). V letech 1718 až 1722 byla významných českým architektem Františkem Maxmiliánem Kaňkou přistavěna kaple svatého Jana Nepomuckého. Sochu světce s anděly vytvořil Ferdinand Maxmilián Brokoff. Dnešní vzhled, který do značné míry odpovídá podobě baziliky ve 12. století, dal bazilice v letech 1888 až 1918 významný puristický architekt Ludvík Lábler.

### Vnitřní zařízení
Pro hlavní oltář namaloval Jan Jiří Heinsch v 80. letech 17. století obraz Nanebevzetí Panny Marie.
Kaple svaté Ludmily a část nástěnných maleb pochází z 12. století. Dosud jsou zachovány nástěnné malby Nebeského Jeruzaléma a postavy Ježíše Krista, Panny Marie a sv. Jana Evangelisty na klenbě kněžiště a kaple Panny Marie a v její apsidě.
Zapsal dne 15. 12. 1887 František Slavomír Štěpánek – učitel národní v kronice Kopanského mlýna.
Za mého dětského věku od r. 1824 až do r. 1848 panoval v Statenicích rod hrabat Khünburgův, z nichž jeden, arcibiskup pražský, Khünburg, pomohl blahoslaveného Jana Nepomuckého roku 1729 za svatého prohlásiti. Ten daroval do kaple zámecké ve Statenicích obrazy ze zrušeného kláštera sv. Jiří a sice :
1. Obraz pána Krista ukřižovaného na plátně, jenž činil zázraky na hoře Tábor u Klokot kdež Mikuláš z Husy držíval shromážděnému lidu řeči k válkám husitským.
2. Obraz řecký sv. Ambrože
3. Obraz původní Rafaelova snímání těla z kříže umučeného Ježíše Krista.
4. Obraz sv. Ludmily na oltáři jediném, jest na plátně malován od Karla Škréty. Kaple jest v přízemí po levé straně když se vejde na dvůr do zámečku poslední dveře.

### Kaple svatého Jana Nepomuckého

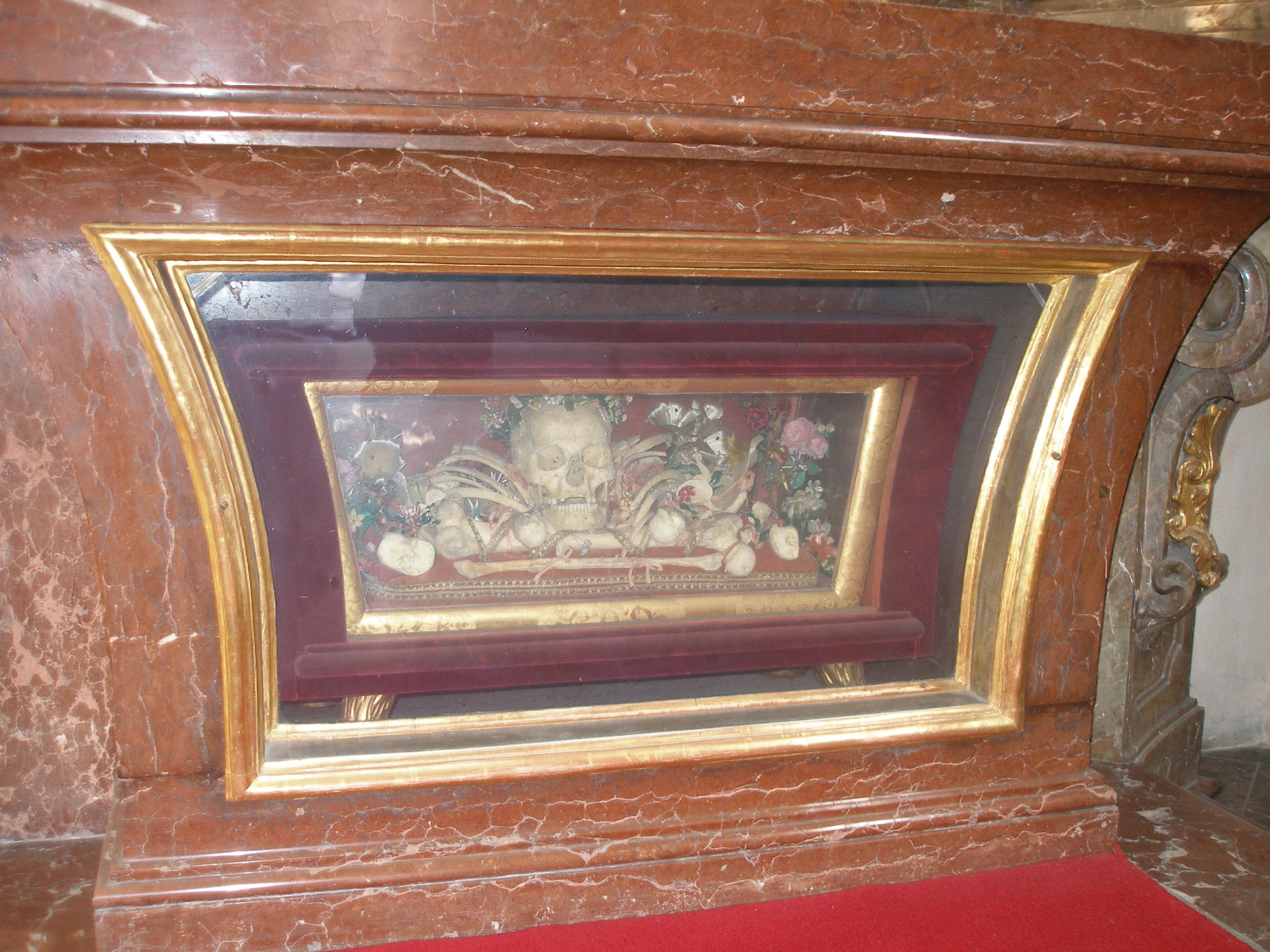
Lidské ostatky umístěné v oltáři kaple sv. Jana Nepomuckého. Byly přivezeny z Říma a údajně se jedná o sv. Theodoru

K jihozápadnímu nároží kostela byla v letech 1717–22 na mírně obdélném půdorysu přistavěna kaple sv. Jana Nepomuckého, tvořící s průčelím baziliky jednolitý slohový celek. Kaple byla postavena tehdejším kapitulním stavitelem Filipem Spannbruckerem a její stavba byla financována svatovítským kapitulním děkanem Janem Ludvíkem Steyerem, který spolu s tehdejší svatojiřskou abatyší Františkou Helenou a převorkou Rosinou položil dne 11. června 1717 její základní kámen. Kaple byla vysvěcena 10. května 1722 svatovítským kanovníkem Janem Rudolfem Šporkem. Hlavní freska v kupoli představující glorifikaci sv. Jana Nepomuckého s českými patrony byla mylně připisována Václavu Vavřinci Reinerovi, ten je ale pouze autorem velmi kvalitního hlavního oltářního obrazu sv. Jana Nepomuckého s andělem, který mu přináší mučednickou palmu. V mense oltáře je umístěna skleněná skřínka s lidskými kostmi. Tyto ostatky byly údajně přivezeny z Říma a mají patřit jisté sv. Theodoře.

### Pohřbení v bazilice

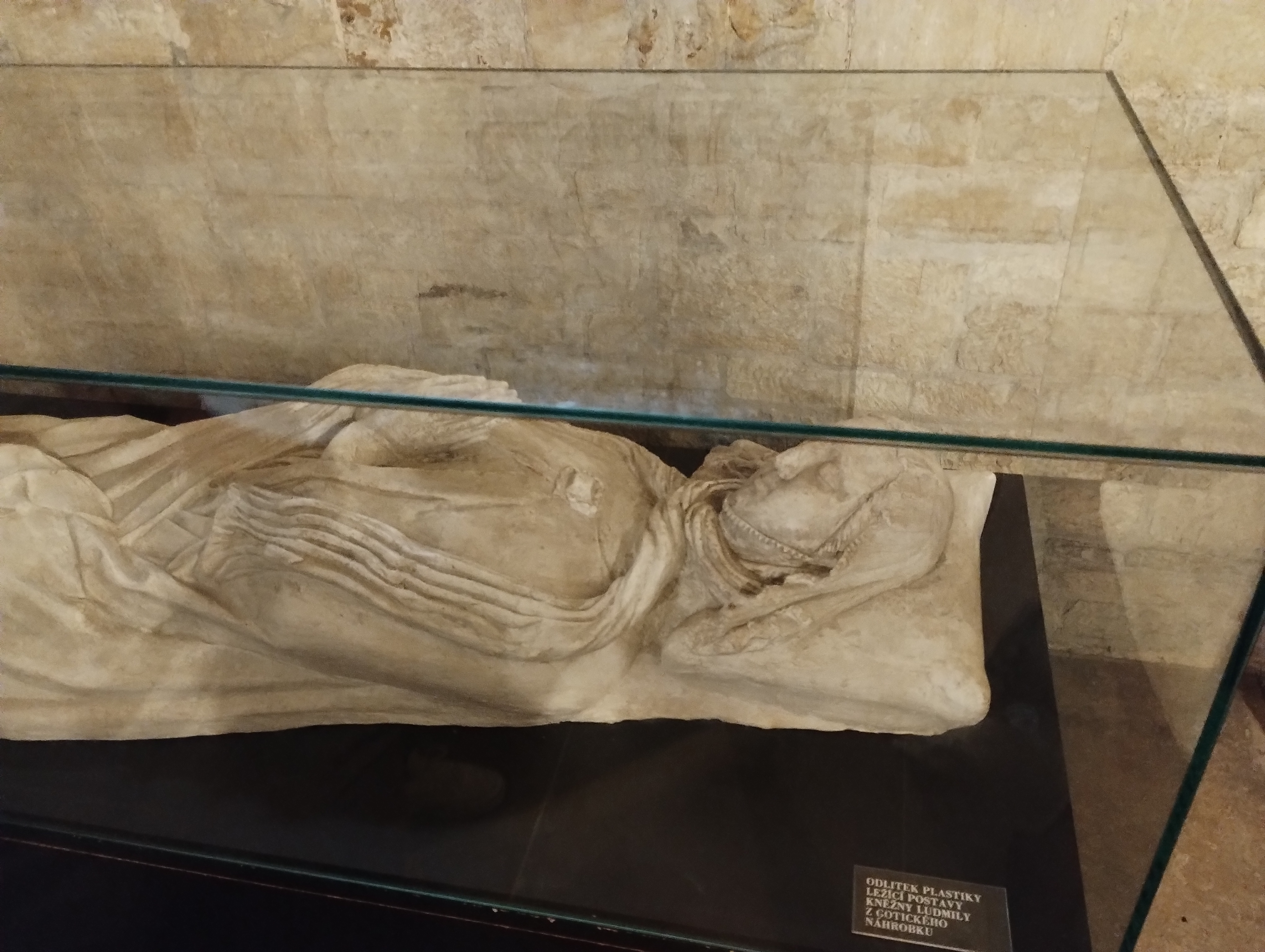
Odlitek plastiky ležící postavy kněžny Ludmily z gotického náhrobku, vystavený v Bazilice svatého Jiří

- Hlavní loď
Uprostřed hlavní lodi před vchodem do krypty jsou 3 hrobky vedle sebe. Zleva:
  1. pravděpodobně kníže Jaromír († 1035), hrob je lemovaný kutou barokní mříží.
  2. kníže Boleslav II. Pobožný († 999, podle Ivana Borkovského) nebo Oldřich († 1034, podle Emanuela Vlčka).
  3. Tumba zakladatele kostela knížete Vratislava I. († 921) je vystavěna z opukových desek a má nástavec ve tvaru domečku s gotickými malbami (postavy a erby) z 15. století. Na východní straně domečku je zobrazen Vratislav I. držící model kostela a latinský nápis: Hic iacet beatus Vratislaus, pater S. Venceslai, fundator hujus ecclesie („Zde leží blahoslavený Vratislav, otec svatého Václava, zakladatel tohoto kostela“). Na západní straně je vyobrazena Mlada, jak předává biskupskou berlu prvnímu pražskému biskupu Dětmarovi.
- Kaple sv. Ludmily (jižně od kněžiště)
Svatá Ludmila byla zavražděna na příkaz kněžny Drahomíry vikinskými družiníky Tunnou a Gommonem na Tetíně v roce 921. V roce 925 byly její ostatky převezeny do baziliky sv. Jiří. Ve třetí čtvrtině 14. století byla zřízena kamenná náhrobní tumba, autorem sochy ležící světice se závojem kolem krku a stojících světců a světic v arkádových polích byl patrně některý sochař Parléřovského huti. Odlitek plastiky ležící postavy kněžny Ludmily z gotického náhrobku, vystavený v Bazilice svatého Jiří

## Galerie

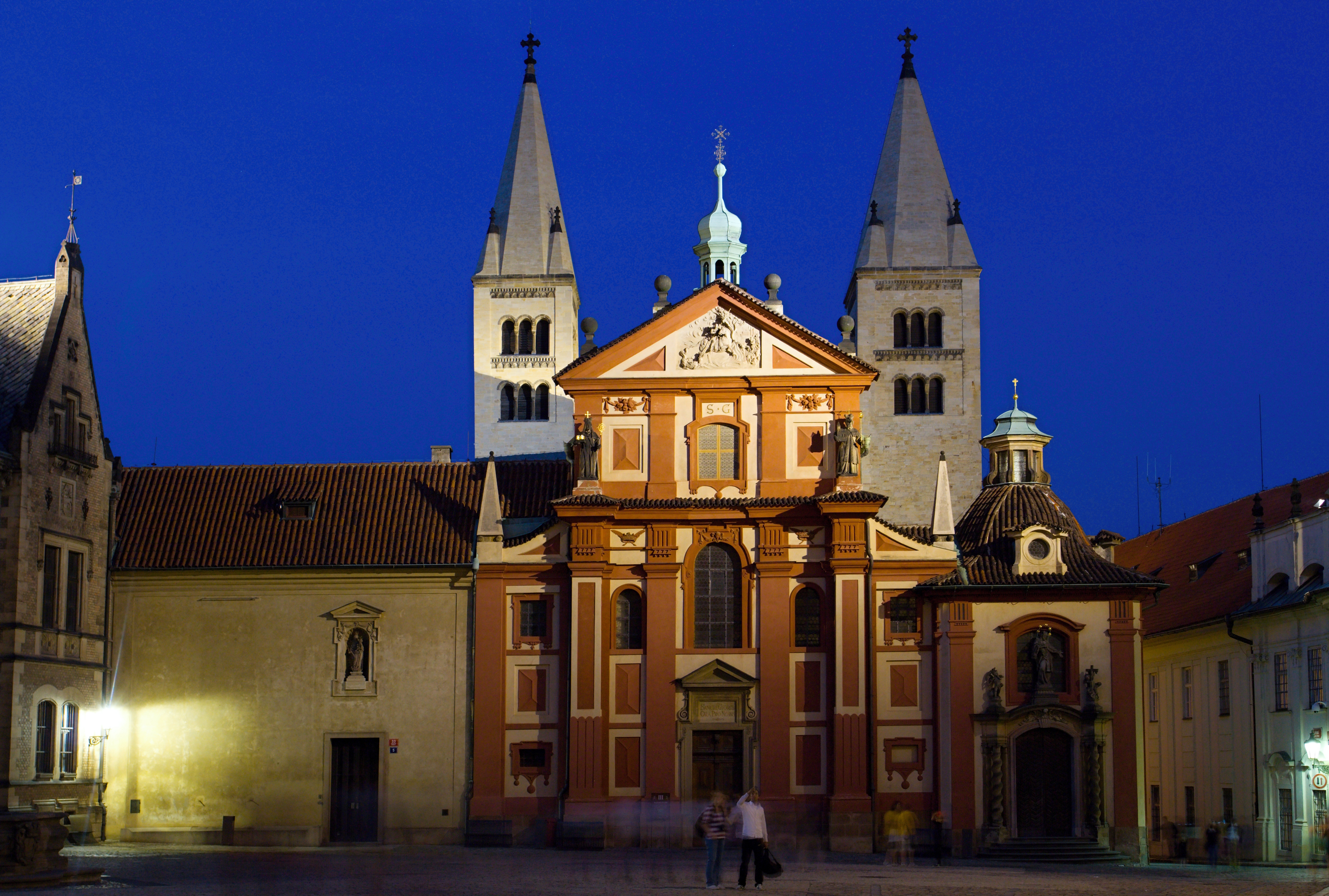
Večerní bazilika
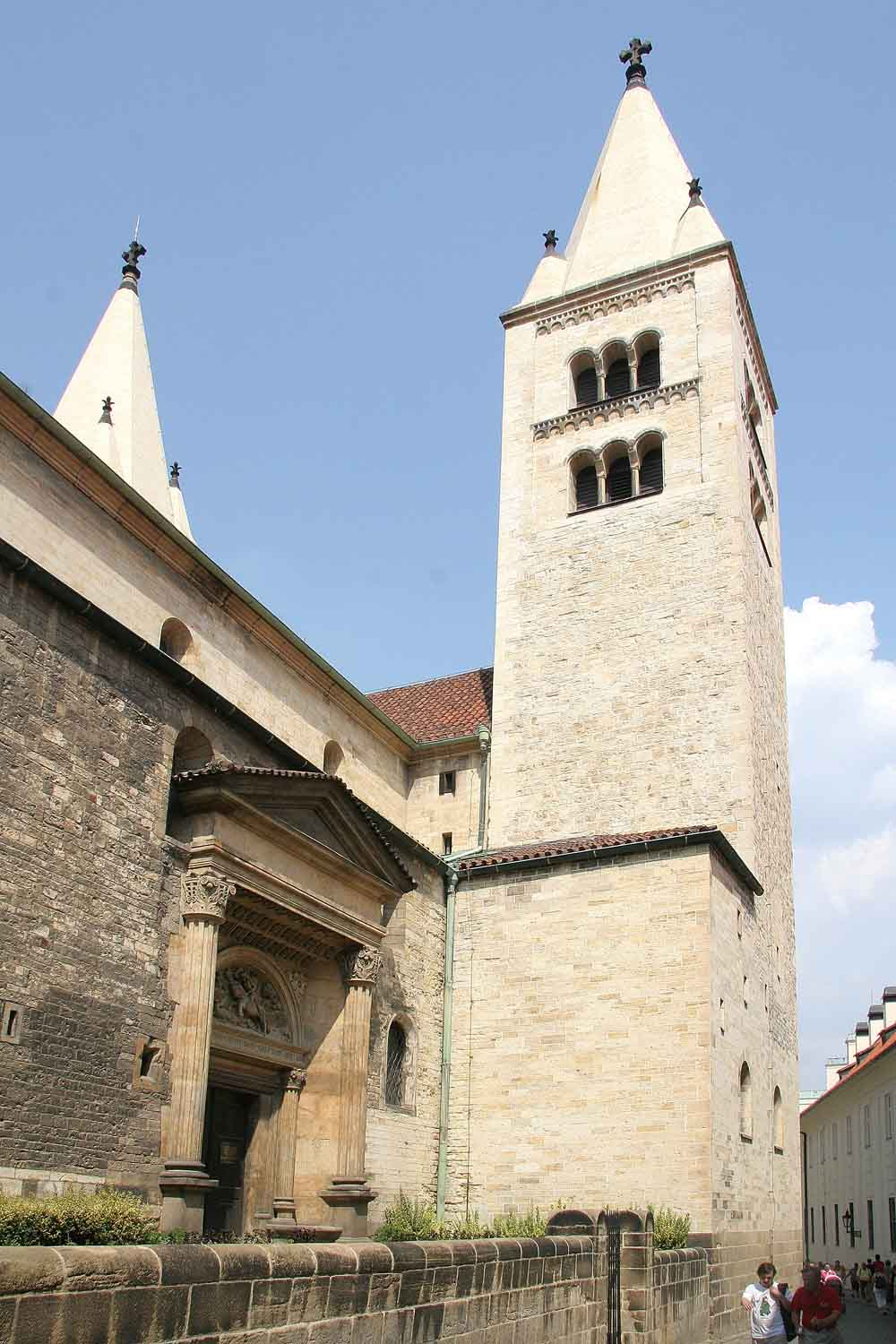
Bazilika sv. Jiří, románská jižní fasáda a jižní věž
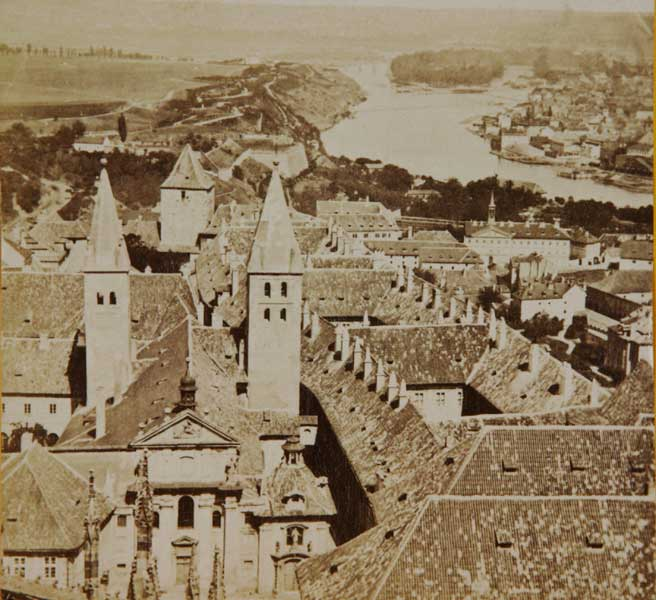
Pohled z katedrály sv. Víta na baziliku v r. 1867
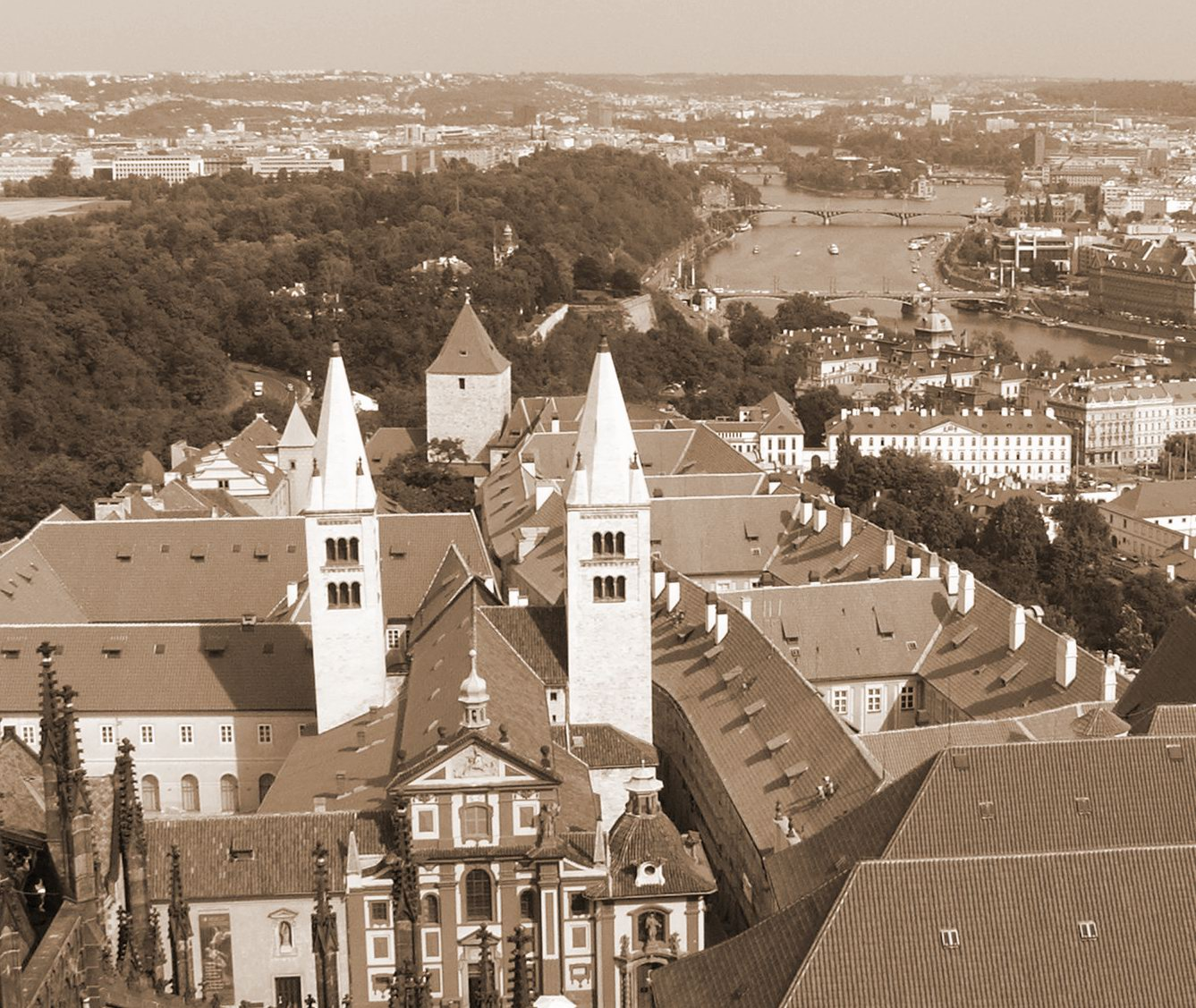
Pohled z katedrály na snímku z roku 2005
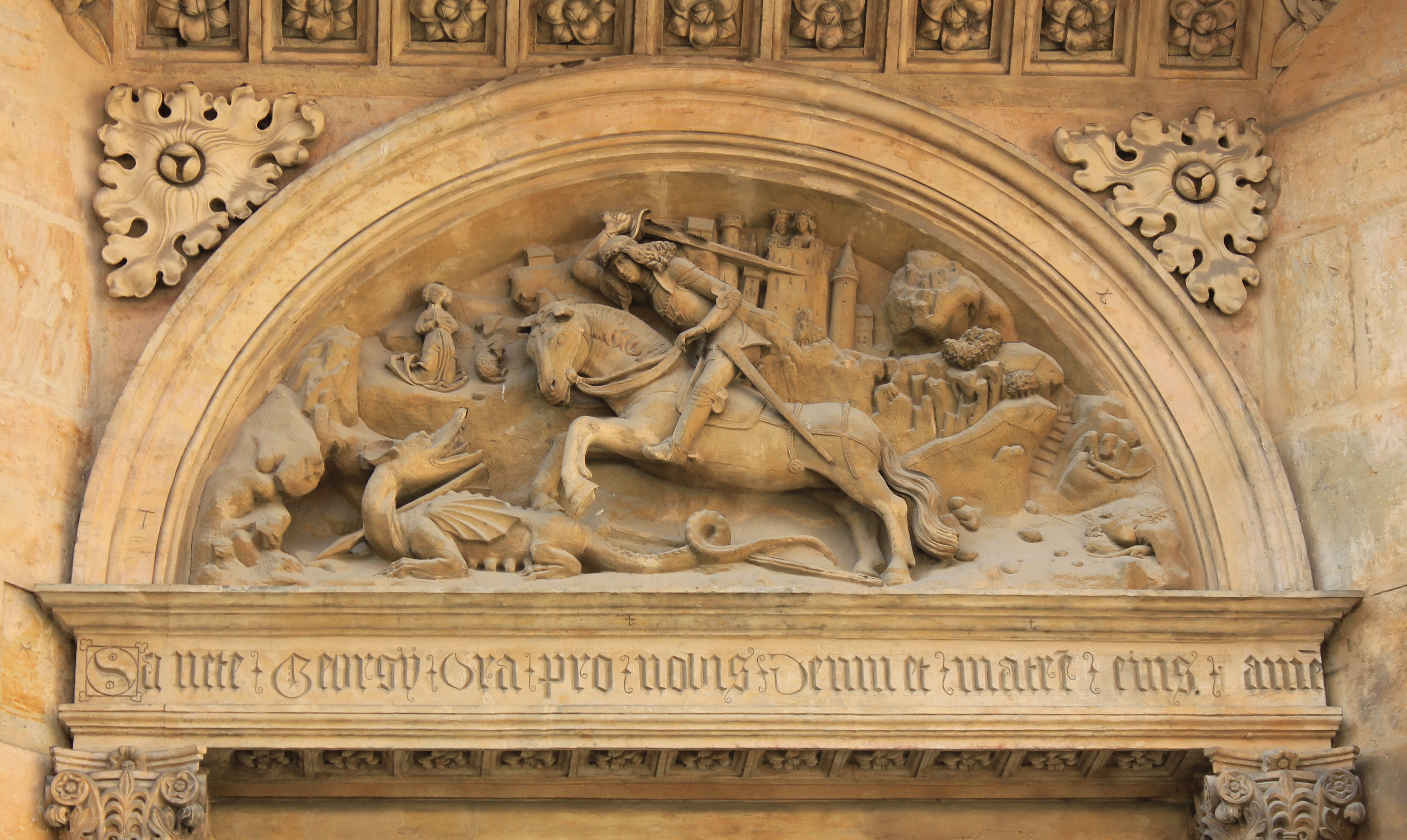
Detail motivu svatého Jiří nad portálem
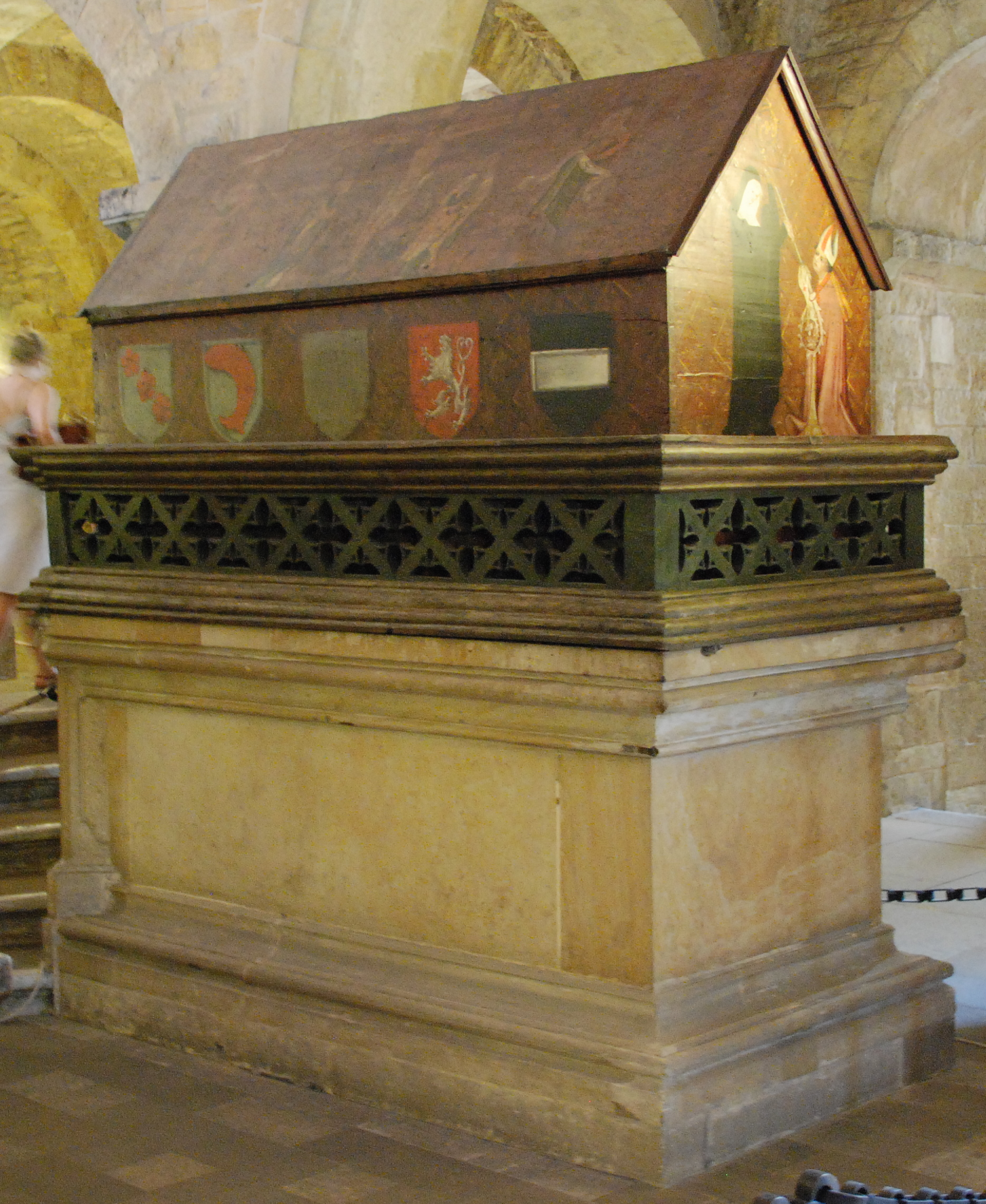
Tumba českého knížete Vratislava I.